# Phlebotomus bergeroti
Phlebotomus bergeroti är en tvåvingeart som beskrevs av Aimé Georges Parrot 1934. Phlebotomus bergeroti ingår i släktet Phlebotomus och familjen fjärilsmyggor. Inga underarter finns listade i Catalogue of Life.